# Rhaphidophora minor
Rhaphidophora minor Hook.f. – gatunek wieloletnich, wiecznie zielonych pnączy z rodziny obrazkowatych, pochodzących z obszaru od Tajlandii do zachodniej i środkowej Azji Południowo-Wschodniej, zasiedlających lasy deszczowe. Komórki tych roślin posiadają 60 chromosomów tworzących 30 par homologicznych.